# Kotlarewe
Kotlarewe (ukr. Котляреве) – wieś na Ukrainie, w obwodzie mikołajowskim, w rejonie basztańskim, w hromadzie Szewczenkowe. W 2001 liczyła 1602 mieszkańców.